# ユニバーシティ・カレッジ・ダブリン
ユニバーシティ・カレッジ・ダブリン（英語: University College Dublin、公用語表記: Coláiste na hOllscoile, Baile Átha Cliath）は、ダブリン4区ベルフィールドに本部を置くアイルランドの国立大学。1854年創立、1908年大学設置。大学の略称はUCD。
アイルランド国立大学を構成する大学であるため、アイルランド国立大学ダブリン校とも称される。

## 概要

### 大学全体
1,482人以上の教職員と32,000人以上の学生が在籍しており、2017年度の学生在籍数ではアイルランド最大の大学である。UCDは1854年に設立された大学に由来しており、聖マラキの祭日にジョン・ヘンリー・ニューマンを初代学長に迎えてアイルランド・カトリック大学として開校した。1997年の大学法により、「アイルランド国立大学ダブリン校」に改称され、1998年の閣僚令により「ユニバーシティ・カレッジ・ダブリン - アイルランド国立大学ダブリン校」に改称された。アイルランドで唯一のUniversitas 21の加盟大学である。
当初はダブリン市街中心地にほとんどの学部があったが、4km南のベルフィールドに移転した。

### 大学評価
大学評価の世界的指標の一つである、クアクアレリ・シモンズによる「QS世界大学ランキング 2024」では世界第171位、国内第2位である。過去最高は、2009年の世界第89位。採用率ランキングでは、世界第87位、国内第1位である。
また、タイムズ・ハイアー・エデュケーションの『THE世界大学ランキング 2023』では、世界第201～250位台、RCSI医科健康科学大学と並び国内第2位である。

### 入学試験
中央出願局（CAO）は、UCDに代わり、アイルランド、イギリス、欧州連合および欧州自由貿易連合の学士課程の出願を担当している。入学の決定は、CAOに合格受験者に通知を出すようUCDが指示している。大学への入学は専ら学力に基づいている。最低限の入学要件があり、個々の学部・コースにはさらに入学要件がある。医学や音楽、演劇など一部の学部・コースは別の試験を受ける必要もある。
CAOは、アイルランドの国家統一高校卒業試験のリービング・サーティフィケートの結果に応じて合否を決める。イギリスの一般教育修了上級レベル、フランスのバカロレアなどの欧州連合および欧州自由貿易連合の試験や国際バカロレアなどでも出願はできる。
欧州連合の国民または居住者ではない出願者には、異なる出願手順が適用される。
大学院への入学は、UCDが直接担当している

## 沿革
UCDの歴史は、1854年にアイルランド・カトリック大学の設立時まで遡ることができる。1908年に大学法に基づいてユニバーシティ・カレッジ・ダブリンとなった。

### アイルランド・カトリック大学

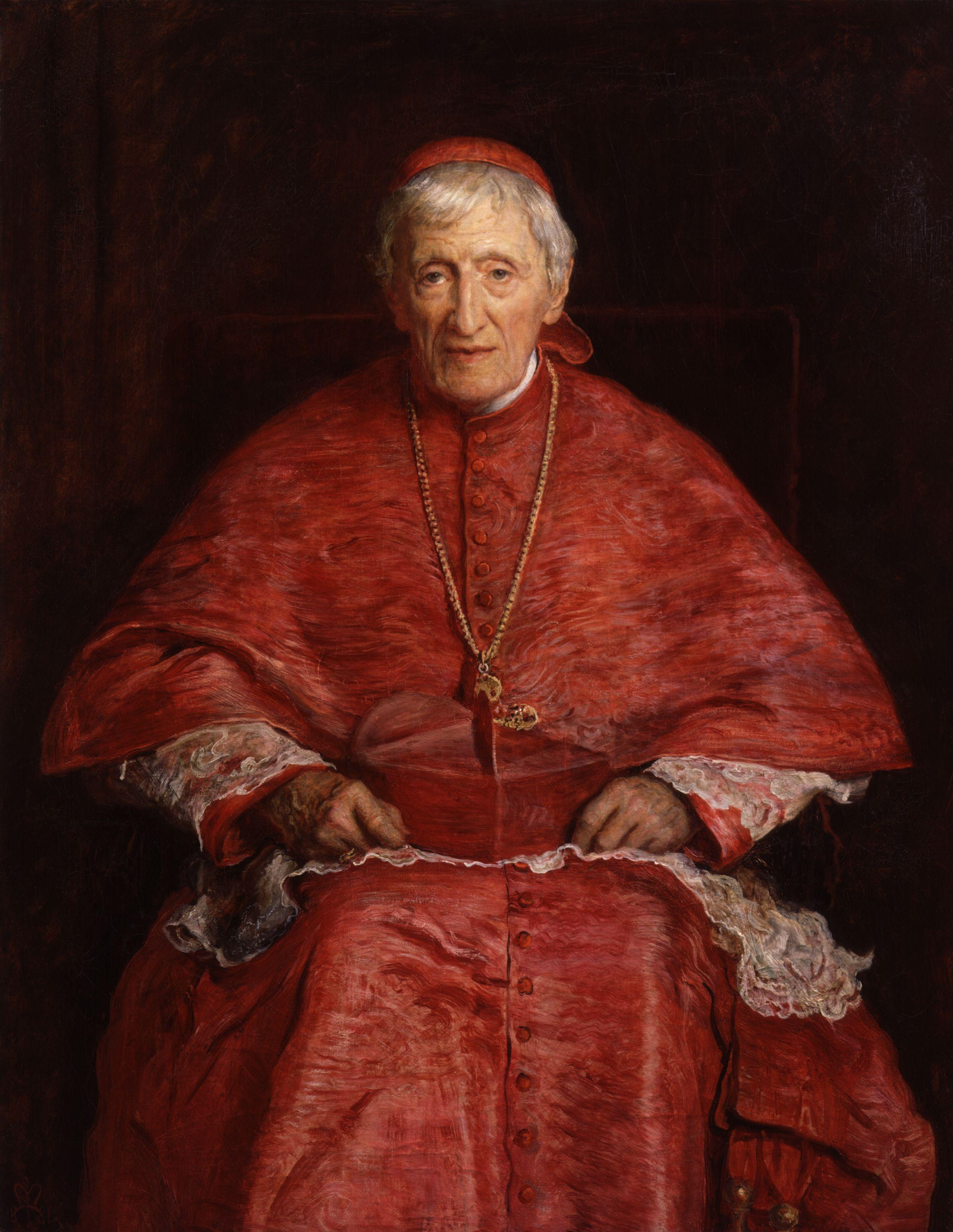
アイルランド・カトリック大学のジョン・ヘンリー・ニューマン

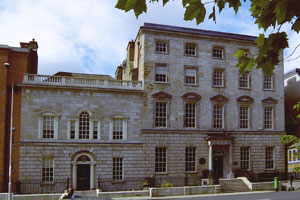
ニューマン・ハウス（UCDの元市内キャンパス）

カトリック解放の後、アーマー大司教は、アイルランドで初めてカトリック教徒のための高等教育を提供しようとした。カトリックの上層部は、ダブリン大学のトリニティ・カレッジに代わるカトリックの代替校を要求したが、聖公会を見過ごすことを拒否した。1780年代以降、ダブリン大学はカトリック教徒の入学を認めたが、宗教的な入学試験があるため、カトリック教徒が大学の統治機関の一員としての地位を得ようとする努力の妨げになっていた。そこで、1850年に開催されたサーリス会議で、ダブリンにカトリック教徒のための大学を開校することが決定された。
その結果、1854年11月3日の聖マラキの祝日にセント・スティーブンズ・グリーン公園にて「アイルランド・カトリック大学」が開校し、ジョン・ヘンリー・ニューマンが初代学長に任命された。1855年には、セシリア通りにカトリック大学医学部が開校した。
私立大学だったカトリック大学は、王室からの認可を受けていなかったため、公認の学位を授与することができず、慢性的な財政難に悩まされていた。ニューマンは1857年に大学を去った。1861年、バーソロミュー・ウッドロックが学長に任命され、1879年にアーダとクロンマクノイズの司教になるまで務めた。
1880年にはアイルランド王立大学が設立され、どの大学からでも学位取得試験を受けることができるようになった。

### UCDの設立

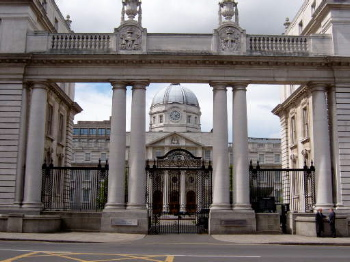
庁舎（元UCD理工学棟）

1882年にカトリック大学は改組され、セント・スティーブンズ・グリーン校はユニバーシティ・カレッジと改称され、王立大学制度に参加するようになった。1883年、ウィリアム・デラニーがユニバーシティ・カレッジの初代学長に任命された。カレッジには、ジェラード・マンリ・ホプキンスやジェイムズ・ジョイスなど、アイルランド各地から学生が集まった。フランシス・シーヒー＝スケッフィントン、パトリック・ピアース、ヒュー・ケネディ、オーエン・マクニール、ケヴィン・オイギンス、トム・ケトル、ジェイムズ・ライアン、ダグラス・ハイド、ジョン・A・コステロなどの著名な教職員や学生が在籍していた。
1908年にはアイルランド国立大学が設立され、翌年には王立大学が解散した。アイルランド国立大学（NUI）は、ダブリン、ゴールウェイ、コークの3つのユニバーシティ・カレッジから成り立っている。NUIの設立後、カトリック大学医学部生理学教授のD・J・コフィーがUCDの初代学長に就任した。セシリア通りの医学部はUCD医学部となり、商学部が設立された。1997年の大学法により、UCDはアイルランド国立大学の枠組みの中で構成大学として設立された。
1911年には、アイヴァー伯爵のエドワード・ギネスから寄贈された土地が、アールズフォート・テラス、ハッチ通り、セント・スティーブンズ・グリーン公園の拡張に貢献した。アイビー・ガーデンズ公園は、この寄付の一部だった。

### UCDとアイルランド独立戦争
UCDは、アイルランド独立戦争に関連した国内および国際のアーカイブの主要な保有者である。
1913年にアルスター有志が結成されたことを受け、初期アイルランド史の教授であるオーエン・マクニールは対抗するために、アイルランド国民軍の結成を呼びかけた。その年の後半にアイルランド義勇軍（Irish Volunteers）が結成され、マクニールはその参謀長に選ばれた。第一次世界大戦が勃発すると、1914年に制定された自治法が実施されない可能性があるという政治的な認識から、自治党首のジョン・レドモンドは、アイルランドの内政を支援する方法として、アイルランド志願兵にイギリスの戦争活動を支援するよう促した。アイルランド内戦支援のための活動には、数々のUCD教職員や学生が参加した。この動きに反対した人々の多くは、後にイースター蜂起に参加した。
パトリック・ピアース、トーマス・マクドナルド、マイケル・ヘイズ、ジェームズ・ライアンなどのUCD教職員や学生がイースター蜂起に参加したが、トム・ケトルやウィリー・レッドモンドなど一部は、第一次世界大戦でイギリスのために戦っていた。
UCD関係者の多くはアイルランド独立戦争で戦った。英愛条約の調印後、4名のUCD卒業生がアイルランド自由国政府に参加した。
UCD卒業生は、それ以来アイルランドの政治に参加している。9名のアイルランド大統領のうち3名と14名のアイルランド首相のうち6名は、元大学関係者である。

### 拡張
1926年、大学教育（農業・酪農科学）法により、メリオン通りの王立理科カレッジとグラスネヴィンのアルバート農業カレッジがUCDに移管された。1933年、ベルフィールド・ハウスはスポーツ目的で購入された。

### ベルフィールドへの移動
1940年には、アーサー・コンウェイが学長に任命された。
1940年代初頭までには、大学は国内最大の高等教育機関となっていた。学生数の増加に対応するため、既存の都市中心部のキャンパスを拡張する試みは失敗に終わった。最終的には、大学をダブリン市の中心部から離れた広大な緑地に移転し、近代的なキャンパスを設立することが最善の解決策であると判断された。この移転は、1960年代初頭に理学部がダブリンの南側の郊外にあるベルフィールドの1.4km2（350エーカー）に移転したことから始まった。その後、ベルフィールド・キャンパスは近代的な建物とジョージ王朝時代のタウンハウスを継承した複合施設として発展し、大学の各学部のほか、学生寮や多くのレジャー施設、スポーツ施設などがある。
UCDの以前の立地のひとつであるメリオン通りの王立理科カレッジは、現在では改装されたアイルランド政府庁になっており、アイルランド首相の省庁が置かれている。UCDは前世紀の大部分の間、グラスネヴィンにもあったアルバート農業カレッジの南側は現在ダブリンシティ大学になっている。

#### 建築

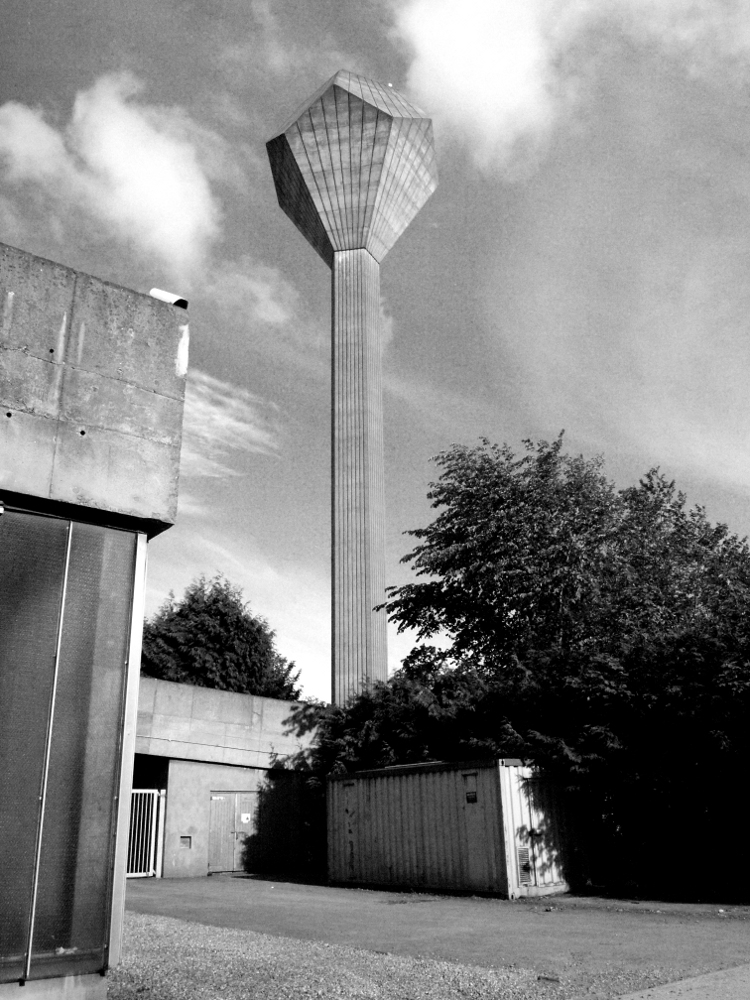
給水塔

ベルフィールドキャンパスは A&D Wejchert & Partners Architects によって設計され、1972年に John Paul Construction によって建設されたUCD給水塔は、1979年にアイルランドコンクリート協会賞を受賞した。五角形の柱の上に正十二面体のタンクとの高さ60メートルの給水塔は、UCD環境研究ステーションの一部である。

### 1950年 - 2000年

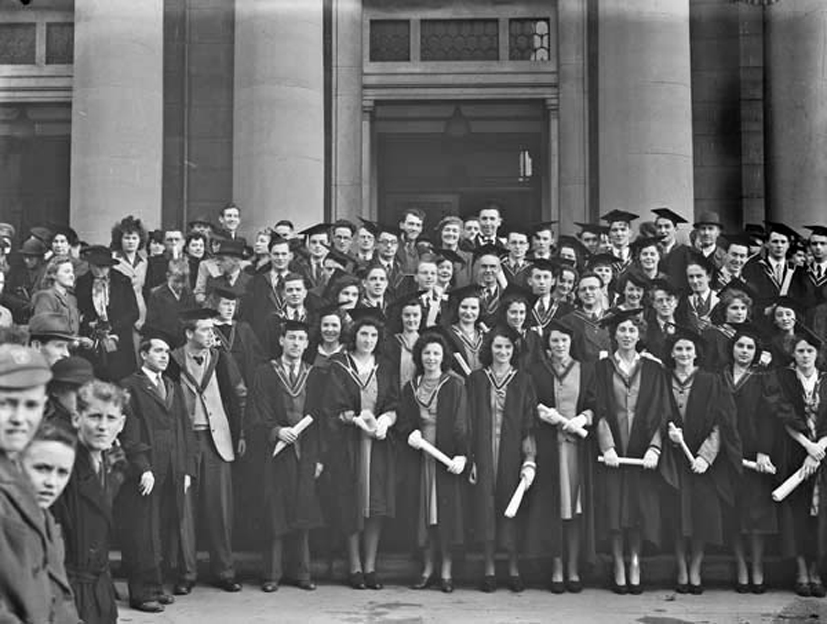
1944年の卒業生

1964年、ジェレミア・ホーガンが学長に就任し、トーマス・E・ネヴィンが理学部を率いてベルフィールドキャンパスに移転した。また、同年にUCDはヨーロッパで初めて経営学修士課程を開始した大学となった。1967年にドノ・オマリーはUCDがダブリン大学の構成カレッジになることを提案したが、現在も唯一の構成カレッジであり続けるトリニティ・カレッジの学生による反対を受けて、取り消された。1969年から1970年にかけて、商学部、芸術学部、法学部がベルフィールドに移転した。1972年、トーマス・マーフィーが学長に就任し、翌年に図書館が開館した。1980年、UCDはリッチビューと17.4エーカーの土地を購入し、建築学部が移転した。1981年、スポーツ複合館が開館し、1986年にパトリック・マスターソンが学長に就任した。
1990年代には、女性学の学生の中には、女性の権利と高等教育への平等な入学への貢献を称え、ハンナ・シーヒー＝スケッフィントンにちなんで、性別学棟を改称するように請願した。夫のフランシス・シーヒー＝スケッフィントンはUCDの卒業生であり、ハンナはUCDの姉妹校である王立大学の卒業生だった。キャンペーンは成功し、建物はハンナ・シーヒー＝スケッフィントン棟と改称された。1990年、UCDはブラックロックのカリスフォート・カレッジを購入し、スマーフィット大学院の所在地となる。同年、最初の学生村であるベルグローブがオープンし、1992年には第2の学生村であるマービルがオープンし、映画研究センターが設立された。1993年、アート・コスグローブが学長に就任し、翌年にはオライリーホールが開館した。

### 2000年代

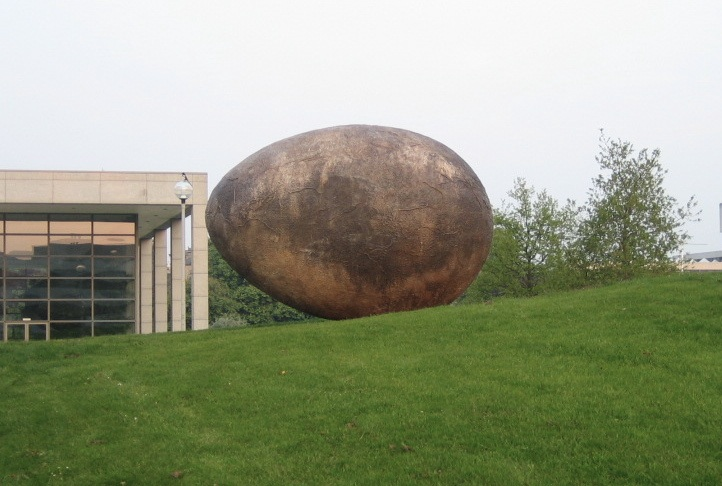
レイチェル・ジョイントによる『ノアの卵』

2003年、ユーロ・イノベーション&テクノロジー・トランスファー・センターの「NovaUCD」が開設された。
2004年、ヒュー・ブレイディが学長に就任。
2009年、ダブリン大学トリニティ・カレッジとUCDがイノベーション同盟を発表した。
2009年7月14日から8月15日にかけて、眞子内親王がUCDで短期留学をした。
2010年にアート＆デザイン国立大学（NCAD）とUCDが学術提携を結んだ。これにより、NCAD卒業者はUCDから学位が授与される。2012年に拡張された学生＆スポーツセンターが開館されたが、陸上競技場の施設を閉鎖に伴い、学生が謝罪を要求した。
2013年には、科学のためのUCDオブライエン・センターが開館し、法学部のUCDサザーランド・スクールが開校した。現在では欧州連合最大のコモン・ロー法科大学院となっている。
2015年には、アメリカ合衆国にてグローバルセンターを開設した。
2019年にエバン・ジョセフとキャスリーン・リンチによってコーディネートされた、アイルランドの大学で初めての黒人研究選択履修単位を開始した。

## 大学構成
UCDに存在する学問は学部（College）、学科（School）に分かれており、様々な選考・コースにさらに分けられている。大学院研究科は同じ構造に分けられており、各学部・学科に様々な専攻を設置している。

### 学部・研究科
以下が2023年現在の学士課程、博士課程前期・後期における学部、学科の一覧である（個々の専攻、コースを除く）。
- 人文学部
College of Arts and Humanities
  - 美術史・文化政策学科
School of Art History and Cultural Policy
  - 古典学科
School of Classics
  - 文学・演劇・映像学科
School of English, Drama and Film
  - 史学科
School of History
  - アイルランド語・ケルト学・民俗学科
School of Irish, Celtic Studies and Folklore
  - 言語文化学科
School of Languages, Cultures and Linguistic
  - 音楽学科
School of Music

- 経営学部
College of Business
  - マイケル・スマーフィット経営大学院
Michael Smurfit Graduate Business School
  - ロクラン・クイン・ビジネススクール
Lochlann Quinn School of Business

- 工学建築学部
College of Engineering and Architecture
  - 建築・計画・環境政策学科
School of Architecture, Planning and Environmental Policy
  - バイオシステム食品工学科
School of Biosystems and Food Engineering
  - 化学バイオプロセス工学科
School of Chemical and Bioprocess Engineering
  - 土木工学科
School of Civil Engineering
  - 電子電気工学科
School of Electrical and Electronic Engineering
  - 機械材料工学科
School of Mechanical and Materials Engineering

- 保健農学部
College of Health and Agricultural Sciences
  - 農学食品科学科
School of Agriculture and Food Science
  - 獣医学科
School of Veterinary Medicine
  - 看護助産保健学科
School of Nursing Midwifery and Health Systems
  - 公衆衛生学・理学療法・スポーツ科学科
School of Public Health, Physiotherapy and Sports Science
  - 医学科
School of Medicine

- 理学部
College of Science
  - 生物環境科学科
School of Biology and Environmental Science
  - 生体分子医科学科
School of Biomolecular and Biomedical Science
  - 化学科
School of Chemistry
  - 情報科学科
School of Computer Science
  - 地球科学科
School of Earth Sciences
  - 数学統計学科
School of Mathematics and Statistics
  - 物理学科
School of Physics

- 社会法学部
College of Social Sciences and Law
  - 考古学科
School of Archaeology
  - 経済学科
School of Economics
  - 教育学科
School of Education
  - 地理学科
School of Geography
  - 情報通信学科
School of Information and Communication Studies
  - サザーランド法学科
Sutherland School of Law
  - 哲学科
School of Philosophy
  - 政治国際関係学科
School of Politics and International Relations
  - 心理学科
School of Psychology
  - 社会政策・社会福祉・社会正義学科
School of Social Policy, Social Work and Social Justice
  - 社会学科
School of Sociology

#### 入学試験
中央出願局（CAO）は、UCDに代わり、アイルランド、イギリス、欧州連合および欧州自由貿易連合の学士課程の出願を担当している。大学への入学は専ら学力に基づいている。大学には最低限の入学要件があり、英語またはアイルランド語の合格最低点と数学の合格最低点が必要である。また、ヨーロッパ大陸の外国語（フランス語、ドイツ語、スペイン語、イタリア語）での合格最低点が必要な場合もあり、数学の高レベル試験で40％を超えると総合点数に25点加算される。
また、個々の学部・コースにはさらに入学要件がある。例えば、理系の学部は通常、1つ以上の科学科目で特定の点数以上が必要となる。アイルランドの国家卒業統一試験のリービング・サーティフィケートの科目試験には高レベル（Higher Level）、普通レベル（Ordinary Level）があり、入学条件にレベルを指定する場合もある。また、試験の総合点数で学部に必要な点数を達成する必要もある。総合点数は、通常リービング・サーティフィケートでは625点満点である。例えば、2017年の法学部は、合格最低総合点数は521点であり、経営学部経済・金融学科では、最低総合点数が589点必要な上、数学（高レベル）の最低得点が60％を超える必要がある。また総合点数は一部の学部は別の試験を受ける必要があり、必要最低点数が625点を超えることもある。例えば2017年の医学部は卒業試験のほか、保健師入学試験（HPAT）を受ける必要があり、必要最低限の総合点数は734点となる。
合否は、CAOによって毎年8月中旬に発表される。アイルランドのリービング・サーティフィケートのみならず、イギリスの一般教育修了上級レベル、フランスのバカロレアなどの欧州連合および欧州自由貿易連合の試験や国際バカロレアなどでも出願はできる。欧州連合の国民または居住者ではない出願者には、異なる出願手順が適用される。
日本を含む欧州外の場合、日本の高等学校卒業証書、国際バカロレア、一般教育修了上級レベルのいずれかの受験者で最低入学条件を満たすならば、直接入学できる。ただし、入学を保証するものではなく、優れた試験結果を保有している受験者を順に定員を埋める。高等学校卒業証の最低平均が2.5であり、個別の学部学科により最低平均点は変化する。または、1年間のファンデーション・プログラムを受けて入学することもできる。英語力は、最低限IELTS（または同等の試験）で6.0以上、いかなる試験項目で6.0を下回らないことが条件である。
大学院への入学は、UCDが直接担当している。

### 経営研究科・経営学部

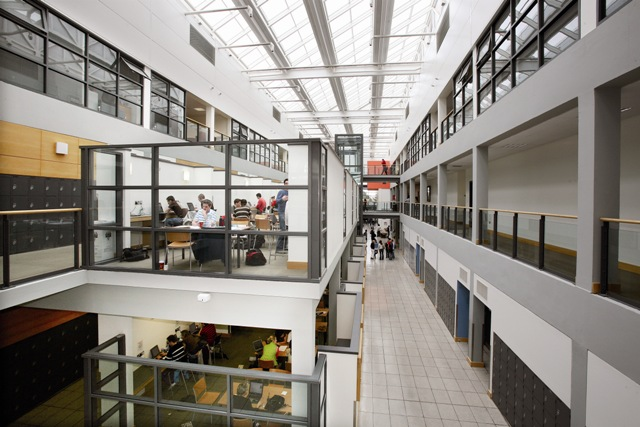
クイン・ビジネススクール

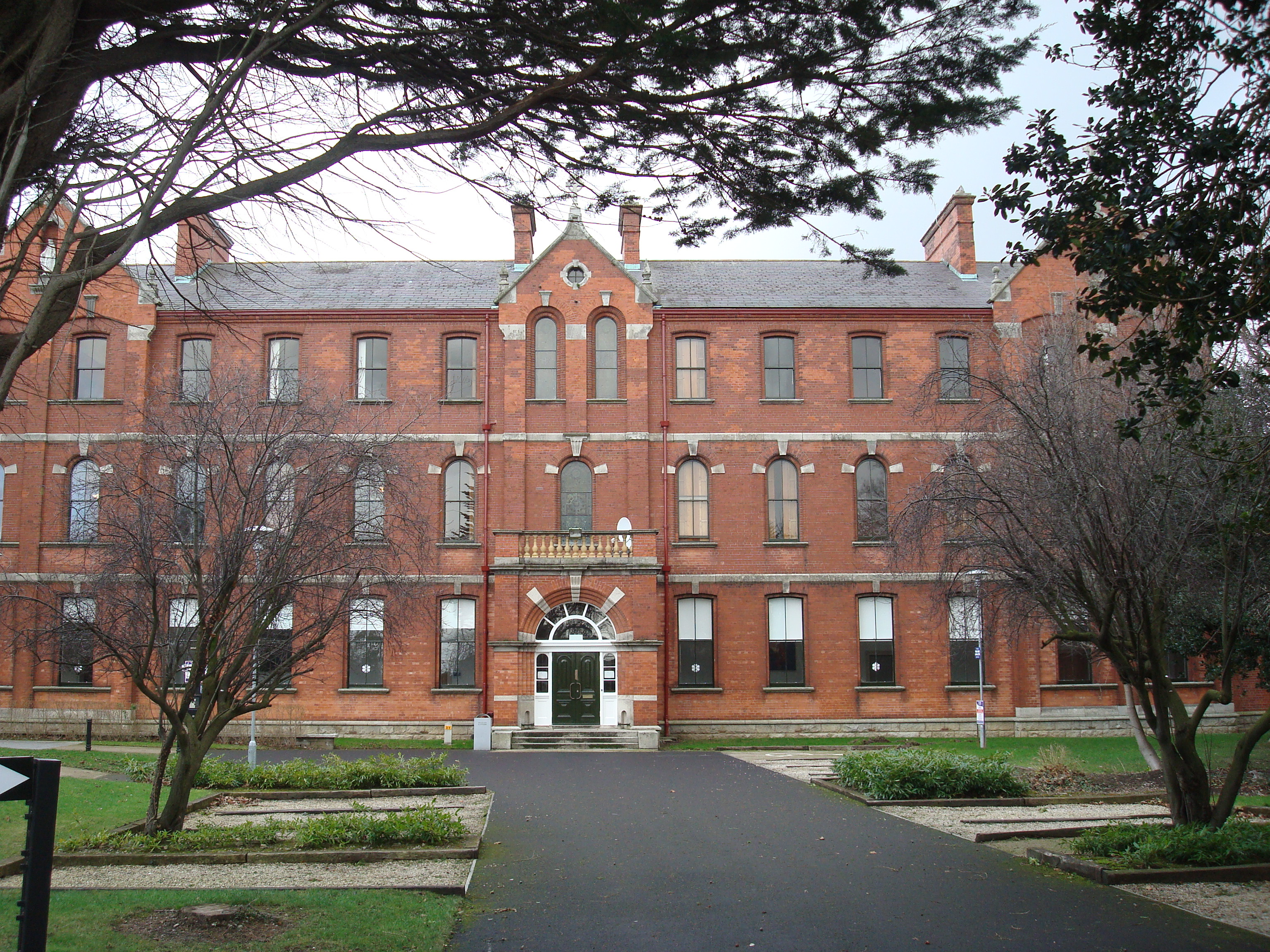
スマーフィット経営大学院

経営研究科・経営学部は、クイン・ビジネススクール、マイケル・スマーフィット経営大学院、ビジネス・インターナショナル・キャンパスから構成されている。旧構成校であるクイン・ビジネススクール（通称クイン・スクール）は、経営学部の拠点となっている建物である。ベルフィールドキャンパスの3階建ての建物に位置し、主要な財政貢献者の1つであるロッホラン・クインにちなんで命名された。他にも、アイルランド銀行、AIB、アイリッシュライフ＆パーマネント、アクセンチュア、KPMG、PwC、ダンズストア、アーンスト・アンド・ヤングなどが寄付をしている。2002年に開校した当初は、テクノロジーと通信教育に特化したヨーロッパで唯一のビジネススクールであった。

### UCDホライゾン
2005年度の初めに、UCDホライゾン（UCD Horizon）を導入し、全学部の授業を完全にセメスター化および選択履修単位を導入した。このカリキュラムでは、特定の科目分野から10の選択履修単位と、他のプログラムから2つの選択履修単位を選択する。

### 附属機関
以下はUCDの附属研究機関および附属大学病院の一覧である
- 病院グループ（Hospital Group）
  - アイルランド東部病院グループ
IEHG (Ireland East Hospital Group)

- 救急病院（Acute Hospitals）
  - マター・ミゼリコルディア大学病院
Mater Misericordiae University Hospital
  - セント・ビンセント大学病院
St. Vincent’s University Hospital
  - ミッドランド地方病院
Midland Regional Hospitals
  - セント・コルムシル病院
St. Columcille’s Hospital
  - セント・マイケル病院
St. Michael’s Hospital
  - ウェックスフォード総合病院
Wexford General Hospital
- 産科病院（Maternity Hospitals）
  - クンブ女性・乳児大学病院
Coombe Women and Infants University Hospital
  - 国立産科病院
National Maternity Hospital

- 小児専門病院（Paediatric Hospitals）
  - テンプルストリート病院
CHI at Temple Street
  - クラムリン病院
CHI at Crumlin

- 専門病院と地方医療（Specialist Hospitals & Community Care）
  - 国立整形外科病院
National Orthopaedic Hospital Cappagh
  - チャーター医療センター
Charter Medical Centre
  - 国立リハビリテーション大学病院
National Rehabilitation University Hospital
  - 聖母ホスピス・ケアサービス
Our Lady’s Hospice & Care Services
  - ロイヤル病院ドニーブルック
Royal Hospital Donnybrook
  - ロイヤル・ビクトリア眼科耳科病院
Royal Victoria Eye & Ear Hospital
  - セント・ジョン・オブ・ゴッド病院
St John of God Hospital
  - セント・メアリー病院
St Mary’s Hospital

## 学生生活

### 学生組合
UCD学生組合は、学生を代表しているほか、人権問題にも取り組んでおり、特にコロンビアでの人権・労働組合の権利侵害疑惑を理由に、学生組合が管理する店舗でのコカ・コーラ製品の販売禁止を実施した。この禁止は2010年に覆された。

### スポーツ

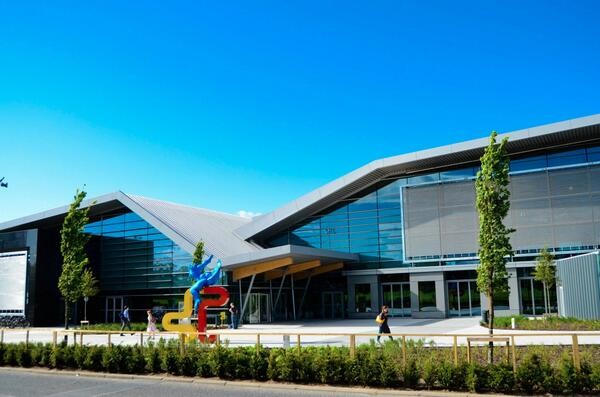
UCDスポーツセンター

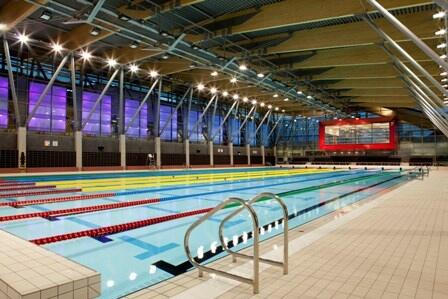
オリンピックサイズ・プール

UCDには60以上のスポーツクラブがあり、毎年スポーツ奨学金が授与されている。
UCDは、ゲーリック・ゲームズ、ハーリング、サッカー、ラグビーユニオンの大会に出場している。ユニバーシティ・カレッジ・ダブリンAFCとユニバーシティ・カレッジ・ダブリンRFCがそれぞれの競技でラグビーとサッカーの主要なリーグに出場している。他にもゲーリック・ゲームズのUCD GAAなどでも勝利を収めている。また、UCD空手は、日本空手協会に所属している。
UCDスポーツは毎年、ダブリン大学トリニティ・カレッジとのカラーズマッチに参加し、様々なスポーツの中でも特にラグビーで競い合っている。
ベルフィールドキャンパスには様々なスポーツ施設がある。ナショナル・ホッケー・スタジアム（過去に女子ホッケー・ワールドカップ決勝大会と男子ホッケー・ヨーロッパ選手権決勝大会が開催されたことがある）やUCDボウルは、ラグビーとサッカーに使用されている3,000人収容できるスタジアムである。UCDには、フィットネスセンター、スカッシュコート、テニスコート、屋内ライフル射撃場、20以上の運動場、屋内クライミングウォール、2つのスポーツホールがある。スポーツセンターは、2012年にUCD学生センターの再開発の一環として、オリンピックサイズ・プール、温水器、フィットネスセンターが加わった。

### レンスター・ラグビー
レンスター・ラグビーの本部とトレーニング施設は、キャンパス内にあり、ラグビークラブのアカデミー、シニア・スクワッド、運営部門が入っている。施設には、スポーツ健康研究所（ISH）の隣にあるオフィスブロックと高性能施設が含まれている。また、UCDの運動場も使用している。2012年に250万ユーロの費用をかけて完成させた。

### サークル
UCDには、59のサークルが運営されている。すべてUCDサークルによって公認されている。中には、日本文化サークルなどの様々な国の文化サークルや、物理学サークルなどの特定の科目のサークルや、政治系のサークルなどがある。

### 出版
UCDには、現在キャンパス内で発行されている2つの学生新聞、「University Observer」とタブロイド紙「College Tribune」がある。

### ラジオ
UCDには学生ラジオ局である「Belfield FM」もあり、同局のウェブサイトで年間を通して放送されている。この局はUCD放送協会によって独立し、運営されており、ライアン・タブリディやアイルランド放送協会（RTÉ）のリック・オシア、ラジオ局の98FMのバリー・ダンなどの司会者を輩出している。1990年に開局した。

### 大学スカーフ
後年、正式に学生を迎える学長歓迎式では、聖パトリック・ブルー、ネイビー、サフランのスカーフが贈られる。これらの色は「学部」の色に取って代わられ、現在では卒業式でも着用されている。

## 大衆文化

### 文学
ジェイムズ・ジョイスの小説『若き芸術家の肖像』は、スティーヴン・ディーダラスが学生として在籍しているUCDを一部舞台にしている。ジョイスの死後に出版された自伝小説『スティーブン・ヒーロー』には、UCDに在籍していた頃の話が書かれている。フラン・オブライエンの小説『スウィム・トゥー・バーズにて』は、UCDの学生がメタ小説を書いており、作者が自分の小説の登場人物から裁判を受けているのが描かれている。メイヴ・ビンシーの小説『サークル・オブ・フレンズ』は、1950年代にUCDで大学生活を始めた3人の女友達を扱っている。しかし、1995年の映画ではダブリン大学トリニティ・カレッジでの撮影が使用されている。

### 映画・テレビ
コナー・マクファーソンの3作目の映画『ソルトウォーター』は、UCDのベルフィールドで撮影された。『ボストン・リーガル』シーズン2、第21話「言葉のサラダの日」では、UCDなのかカリフォルニア大学デービス校なのかは不明だが、「離婚の子供への影響は親の死よりもはるかにダメージが大きいことがわかった」という研究についての言及がある。

## 対外関係

### 他大学との協定（海外）
2023年現在、480校以上の大学と学術交流協定を締結している。そのうち、9校は日本にある。
 日本
- 北海道大学
- 慶應義塾大学
- 京都大学
- 大阪大学
- 昭和女子大学
- 電気通信大学
- 津田塾大学
- 東京大学
- 早稲田大学

## 卒業生
- ガブリエル・バーン - 俳優
- ジェイムズ・ジョイス - 作家
- ジェイムズ・パトリック・カーニー - ケルト学者
- ジム・シェリダン - 映画監督
- ショーン・マクブライド - 国際政治家、1974年ノーベル平和賞受賞
- ジョン・ブルトン - フィナ・ゲール所属政治家
- ダーモット・モーガン - 俳優
- ダラ・オブリエン - コメディアン
- チャールズ・ホーヒー - 第7代首相
- パトリック・ヒラリー - 第6代大統領
- ニール・ジョーダン - 映画監督
- ブライアン・オドリスコル - ラグビー選手
- ブライアン・カウエン - 第12代首相
- ブレンダン・グリーソン - 俳優
- ロディ・ドイル - 作家
- ダーモット・ウェルド - 調教師